# Гарднер, Ахмад
Ахмад «Соус» Гарднер (англ. Ahmad «Sauce» Gardner; 31 августа 2000, Детройт, Мичиган) — профессиональный американский футболист, корнербек клуба НФЛ «Нью-Йорк Джетс». На студенческом уровне выступал за команду университета Цинциннати. На драфте НФЛ 2022 года был выбран в первом раунде под общим четвёртым номером.

## Биография
Ахмад Гарднер родился 31 августа 2000 года в Детройте. Прозвище он получил в возрасте шести лет от тренера детской футбольной команды за своё пристрастие к дипам. Учился в старшей школе имени Мартина Лютера Кинга, в составе её команды играл на позициях корнербека и принимающего. В 2018 году вместе с командой он выиграл чемпионат Мичигана в III дивизионе. Включался в сборные звёзд штата и города, в 2019 году вошёл в число тридцати лучших молодых игроков Мичигана.

### Любительская карьера
В 2019 году Гарднер поступил в университет Цинциннати. По ходу первого же сезона он закрепился в стартовом составе команды, в тринадцати матчах сделав 31 захват. По итогам турнира он был включён в сборную новичков NCAA по версии Ассоциации футбольных журналистов Америки. Издание Pro Football Focus поставило его на седьмое место по игре в прикрытии, за сезон Гарднер не пропустил ни одного тадчауна.
Перед стартом сезона 2020 года Гарднера называли в числе претендентов на награды Беднарика и Джима Торпа, присуждаемые лучшему защитнику и ди-бэку соответственно. В девяти матчах турнира он сделал 28 захватов, 0,5 сэка и три перехвата. По количеству сбитых передач он стал вторым в конференции AAC. В 2021 году Гарднер сыграл в четырнадцати матчах и был лидером защиты, ставшей лучшей в NCAA по эффективности действий против пасового нападения. По итогам турнира он был включён в сборную звёзд NCAA, а также получил приз игроку года в защите в конференции.

#### Статистика выступлений в NCAA
| Сезон | Команда             | Игры | Захваты | Захваты | Захваты | Захваты | Захваты | Перехваты | Перехваты | Перехваты | Перехваты | Перехваты | Фамблы | Фамблы | Фамблы | Фамблы |
| Сезон | Команда             | Игры | Solo    | Ast     | Tot     | Loss    | Sk      | Int       | Yds       | Y/R       | TD        | PD        | FR     | Yds    | TD     | FF     |
| ----- | ------------------- | ---- | ------- | ------- | ------- | ------- | ------- | --------- | --------- | --------- | --------- | --------- | ------ | ------ | ------ | ------ |
| 2019  | Цинциннати Беаркэтс | 13   | 24      | 7       | 31      | 0,0     | 0,0     | 3         | 78        | 26,0      | 2         | 6         | 0      | 0      | 0      | 0      |
| 2020  | Цинциннати Беаркэтс | 9    | 16      | 12      | 28      | 0,5     | 0,5     | 3         | 18        | 6,0       | 0         | 6         | 0      | 0      | 0      | 0      |
| 2021  | Цинциннати Беаркэтс | 14   | 28      | 12      | 40      | 5,0     | 3,0     | 3         | 7         | 2,3       | 0         | 4         | 0      | 0      | 0      | 0      |
| Всего | Всего               | 36   | 68      | 31      | 99      | 5,5     | 3,5     | 9         | 103       | 11,4      | 2         | 16        | 0      | 0      | 0      | 0      |

### Профессиональная карьера
Весной 2022 года аналитик сайта Bleacher Report Кори Гиддингс ставил Гарднера на второе место среди выходящих на драфт корнербеков. К сильным сторонам игрока он относил атлетизм, хорошую дистанционную скорость, умение действовать в зонном и персональном прикрытии, агрессивность и навыки игры по мячу. Недостатками Гиддингс называл ошибки при захватах, медленную смену направления движения, особенно при финтах оппонента, склонность увлекаться и недостаточно хорошее видение поля.
На драфте Гарднер был выбран «Нью-Йорк Джетс» под общим четвёртым номером. В мае 2022 года он подписал с клубом четырёхлетний контракт на общую сумму 38,7 млн долларов.

#### Статистика выступлений в НФЛ

##### Регулярный чемпионат
| Сезон | Команда        | Игры | Захваты | Захваты | Захваты | Захваты | Захваты | Перехваты | Перехваты | Перехваты | Перехваты | Перехваты | Фамблы | Фамблы | Фамблы | Фамблы |
| Сезон | Команда        | Игры | Solo    | Ast     | Tot     | Loss    | Sk      | Int       | Yds       | Y/R       | TD        | PD        | FR     | Yds    | TD     | FF     |
| ----- | -------------- | ---- | ------- | ------- | ------- | ------- | ------- | --------- | --------- | --------- | --------- | --------- | ------ | ------ | ------ | ------ |
| 2022  | Нью-Йорк Джетс | 2    | 5       | 3       | 8       | 0       | 0,0     | 0         | 0         | 0,0       | 0         | 2         | 0      | 0      | 0      | 0      |
| Всего | Всего          | 2    | 5       | 3       | 8       | 0       | 0,0     | 0         | 0         | 0,0       | 0         | 2         | 0      | 0      | 0      | 0      |